# Éparchie de Grande-Bretagne et de Scandinavie
L'éparchie de Grande-Bretagne et de Scandinavie (en serbe cyrillique : Епархија британско-скандинавска ; en serbe latin : Eparhija britansko-skandinavska) est une éparchie, c'est-à-dire une circonscription de l'Église orthodoxe serbe. Elle a son siège à Stockholm et, en 2016, elle a à sa tête l'évêque Dositej.

## Paroisses et monastères
L'éparchie administre en tout 23 paroisses : 10 en Suède, 9 au Royaume-Uni et en Irlande, 1 au Danemark, en Norvège, en Finlande et en Islande. Elle compte aussi 2 monastères, tous deux situés en Suède.

### Royaume-Uni
- Birmingham : paroisse Saint-Lazare
- Bedford : paroisse Saint-André
- Bradford : paroisse de la Sainte-Trinité
- Derby : paroisse Saint-Pierre-et-Saint-Paul
- Oxford : paroisse de l'Ascension
- Londres : paroisse Saint-Sava
- Halifax : paroisse Saint-Jean-Baptiste

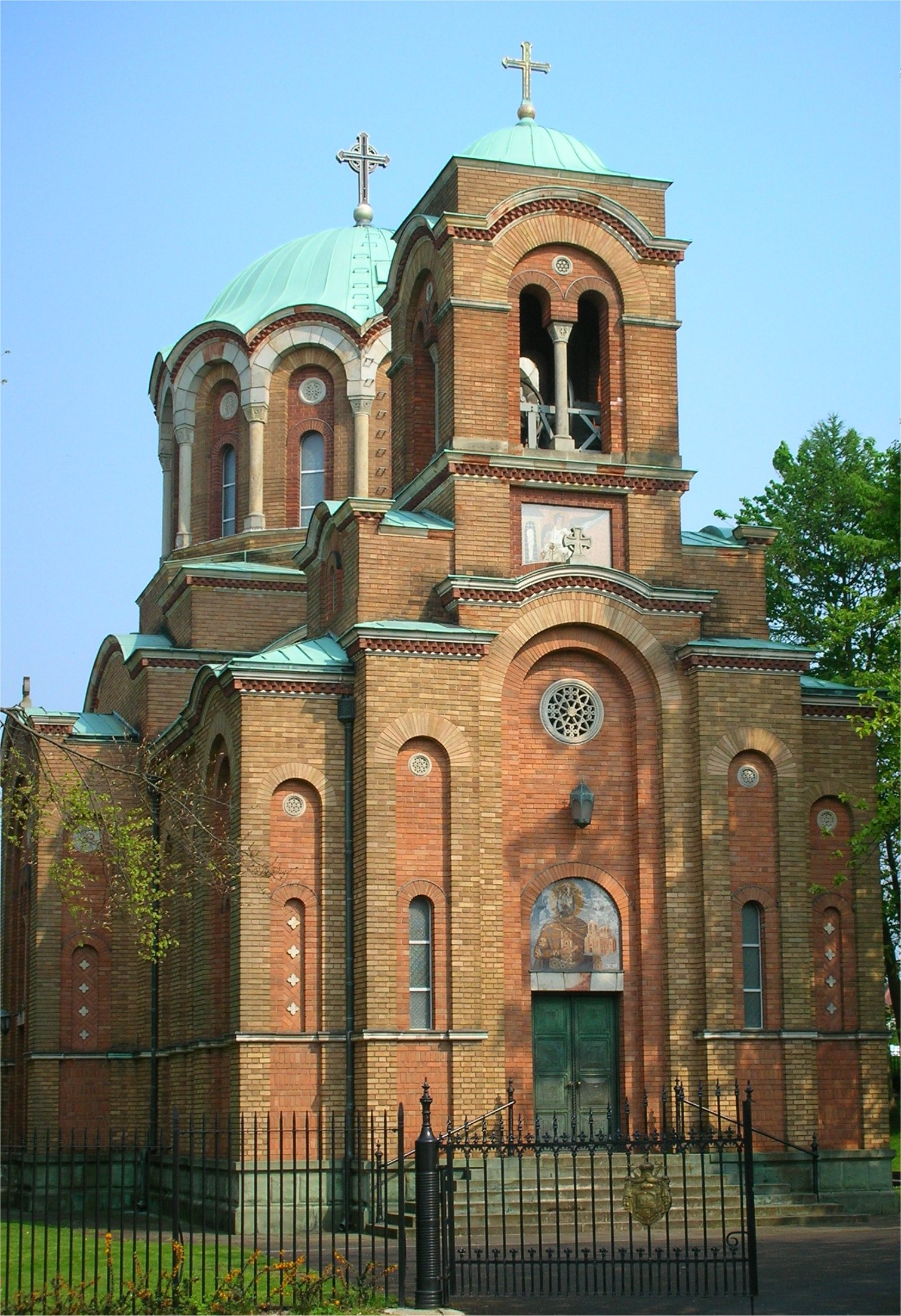
L'église Saint-Lazare de Birmingham (Bournville)
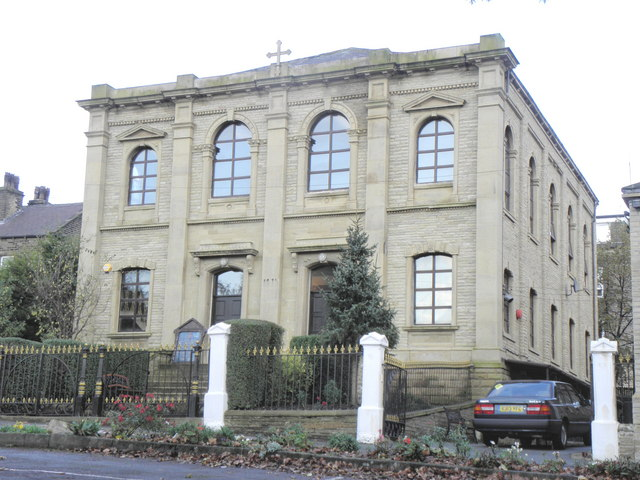
L'église Saint-Jean-Baptiste de Boothtown (Halifax)

### Suède

L'église orthodoxe serbe de Göteborg